# 1691 Oort
Az 1691 Oort (ideiglenes jelöléssel 1956 RB) a Naprendszer kisbolygóövében található aszteroida. Karl Wilhelm Reinmuth fedezte fel 1956. szeptember 9-én, Heidelbergben.